# Candacia bispinosa
Candacia bispinosa är en kräftdjursart som först beskrevs av Claus 1863.  Candacia bispinosa ingår i släktet Candacia och familjen Candaciidae. Inga underarter finns listade i Catalogue of Life.